# Charaxes saturnalis
Charaxes saturnalis är en fjärilsart som beskrevs av Van Someren 1963. Charaxes saturnalis ingår i släktet Charaxes och familjen praktfjärilar. Inga underarter finns listade i Catalogue of Life.